# Arnum
Arnum is een plaats in de Deense regio Zuid-Denemarken, gemeente Haderslev. De plaats telt 514 inwoners (2019).
Arnum heeft een gemeenschapshuis, een park, brandweer en een industrieterrein. De dichts bijzijnde kerk is de kerk van Højrup. De voormalige school is omgebouwd tot een cultureel centrum.
Tot 2015 kende Arnum een jaarlijkse paardenmarkt. Vanwege stijgende kosten en teruglopende bezoekersaantallen is men met de markt gestopt.
Van 1910 tot 1937 was Arnum een halte aan de Haderslev Amts Jernbaner.
- Virtual International Authority File: 240063557